# Palamós
Palamós – miasto i gmina w Hiszpanii, w comarce Baix Empordà, w prowincji Girona, w Katalonii, o powierzchni 13,98 km². W 2014 roku gmina liczyła 17 805 mieszkańców. Palamós usytuowane na Costa Brava to miasteczko portowe, żyjące przede wszystkim z turystyki. Słynie z pięknych krajobrazów, licznych plaż, portów handlowego, rybackiego i jachtowego oraz połowu krewetek.

## Geografia
Palamós położone jest nad Morzem Śródziemnym w samym sercu wybrzeża Costa Brava, sąsiaduje z 4 gminami: Calonge, Vall-llobrega, Mont-ras i Forallac.
| 1996   | 1998   | 2000   | 2002   | 2004   | 2006   | 2008   | 2010   | 2012   | 2014   |
| ------ | ------ | ------ | ------ | ------ | ------ | ------ | ------ | ------ | ------ |
| 14 239 | 14 420 | 14 959 | 15 662 | 15 231 | 17 197 | 17 766 | 18 057 | 17 813 | 17 805 |

## Historia
Pierwszym śladem osadnictwa jest Dolmen Montagut znajdujący się na górze Montagut. Pochodzi on z lat 2500–1500 p.n.e.
Kolejne pozostałości to starożytna osada iberyjska znajdująca się na skalistym cyplu Plaży Castell. Była zamieszkana od VI wieku p.n.e. do I wieku naszej ery.
W 1277 roku król Piotr III Wielki kupił zamek Sant Esteve znajdujący się na północnym krańcu plaży La Fosca, zbudowany na rzymskich ruinach. Dwa lata później ogłoszono Karę Miejską przyznając przywileje miejskie mieszkańcom wioski nazywanej Palamors.
Tak powstało obronne miasto, które przez stulecia zmagało się z niebezpieczeństwami: ataki tureckich piratów Barbarossy w 1543 roku, epidemia dżumy w 1652, atak Francuzów w 1694. Dopiero w XIX wieku miasto zaznało spokoju i zaczęło się szybciej rozwijać.
Podczas wojny domowej w Hiszpanii (1936-1939), port w Palamos był wielokrotnie bombardowany. Wybudowano bunkry służące obronie linii brzegowej. Dwa z nich wciąż stoją: bunkier w Sant Joan de Palamos i w Torre Valentina. Ataki przychodziły od strony morza, szczególnie z okrętu Canarias, a także z powietrza.

## Atrakcje turystyczne

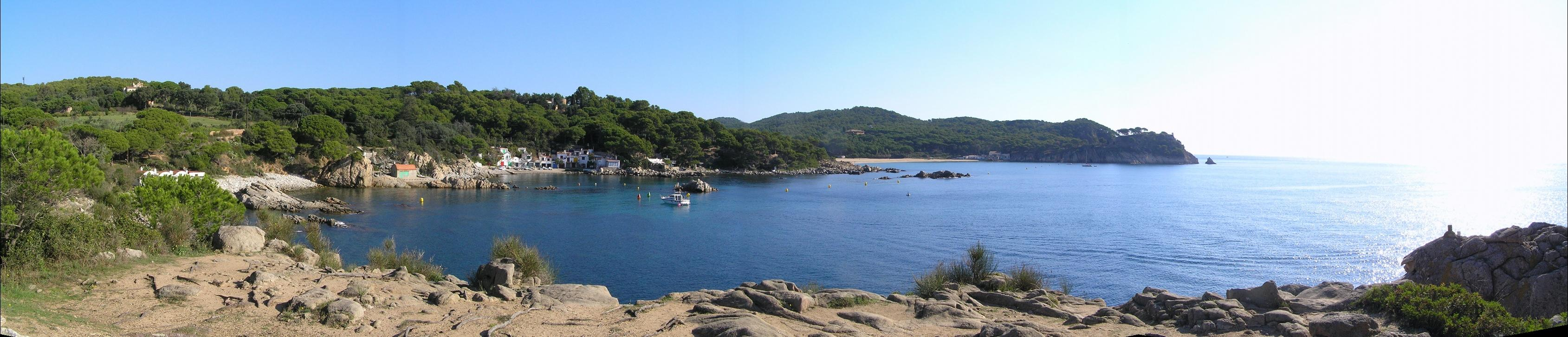
Zatoka S’Alguer i plaża de Castell

- Osada iberyjska przy plaży Castell
- Muzeum rybołówstwa
- Espai del Peix
- Teatr la Gorga
- Zamek Sant Esteve de Mar
- Wyspy Formigues i Cap de Planes
- Biblioteca Pública Lluís Barceló i Bou[2]

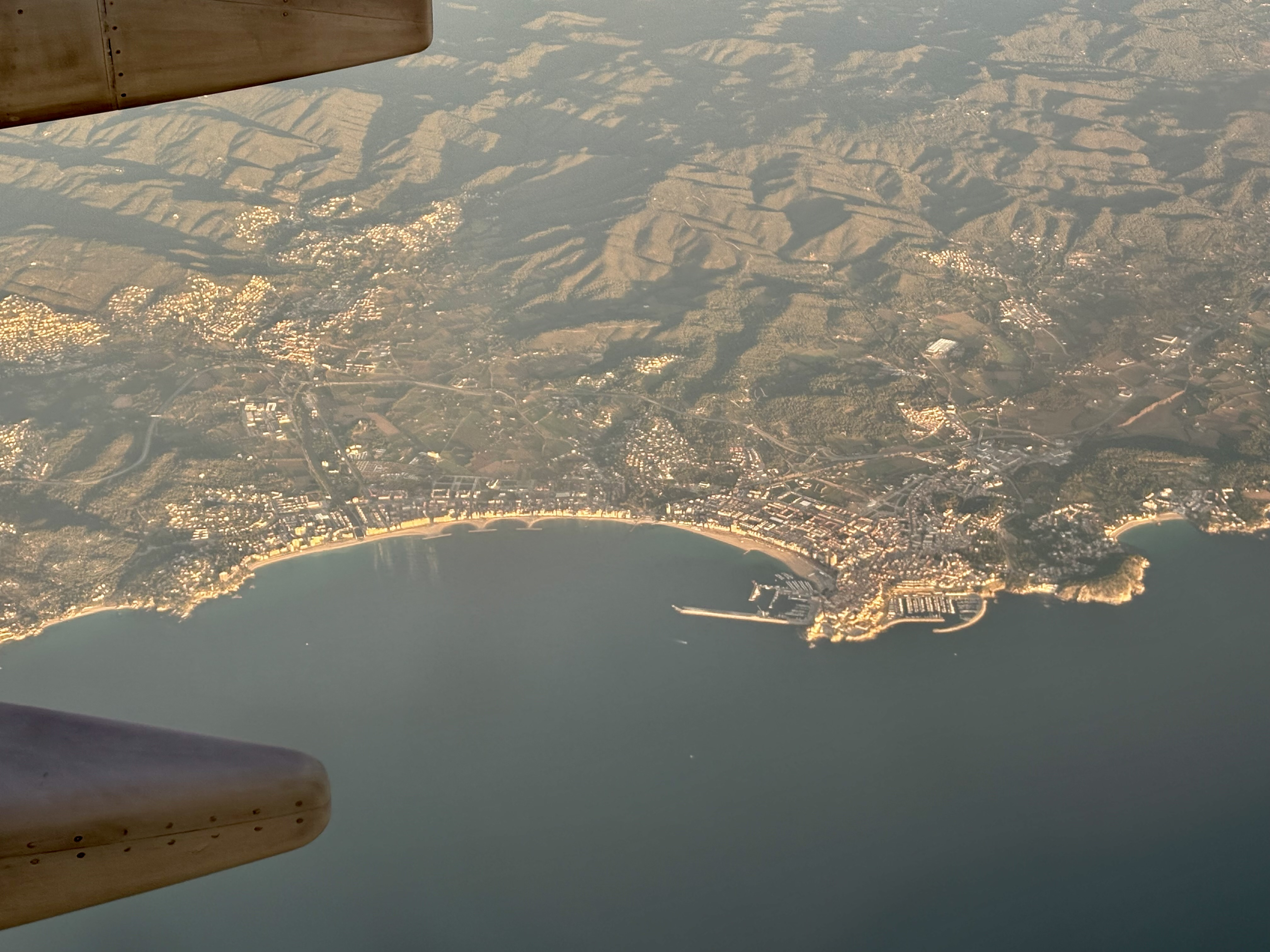
Widok z okna samolotu
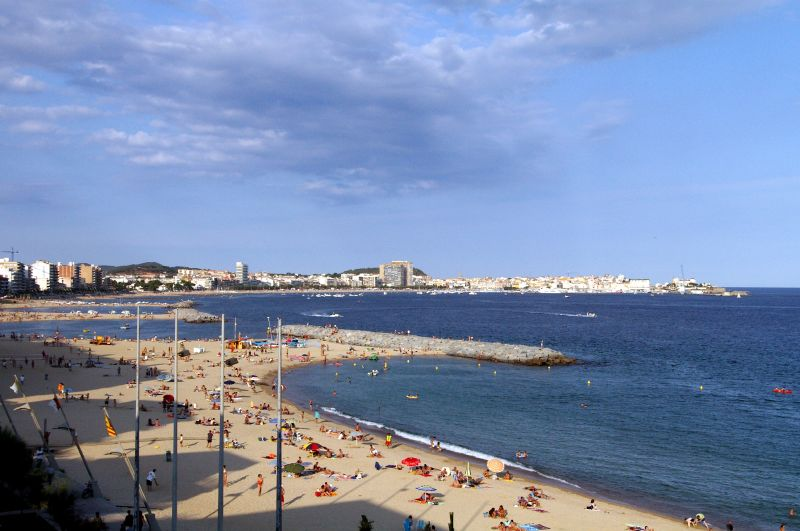
Widok z plaży Sant Antoni de Calonge
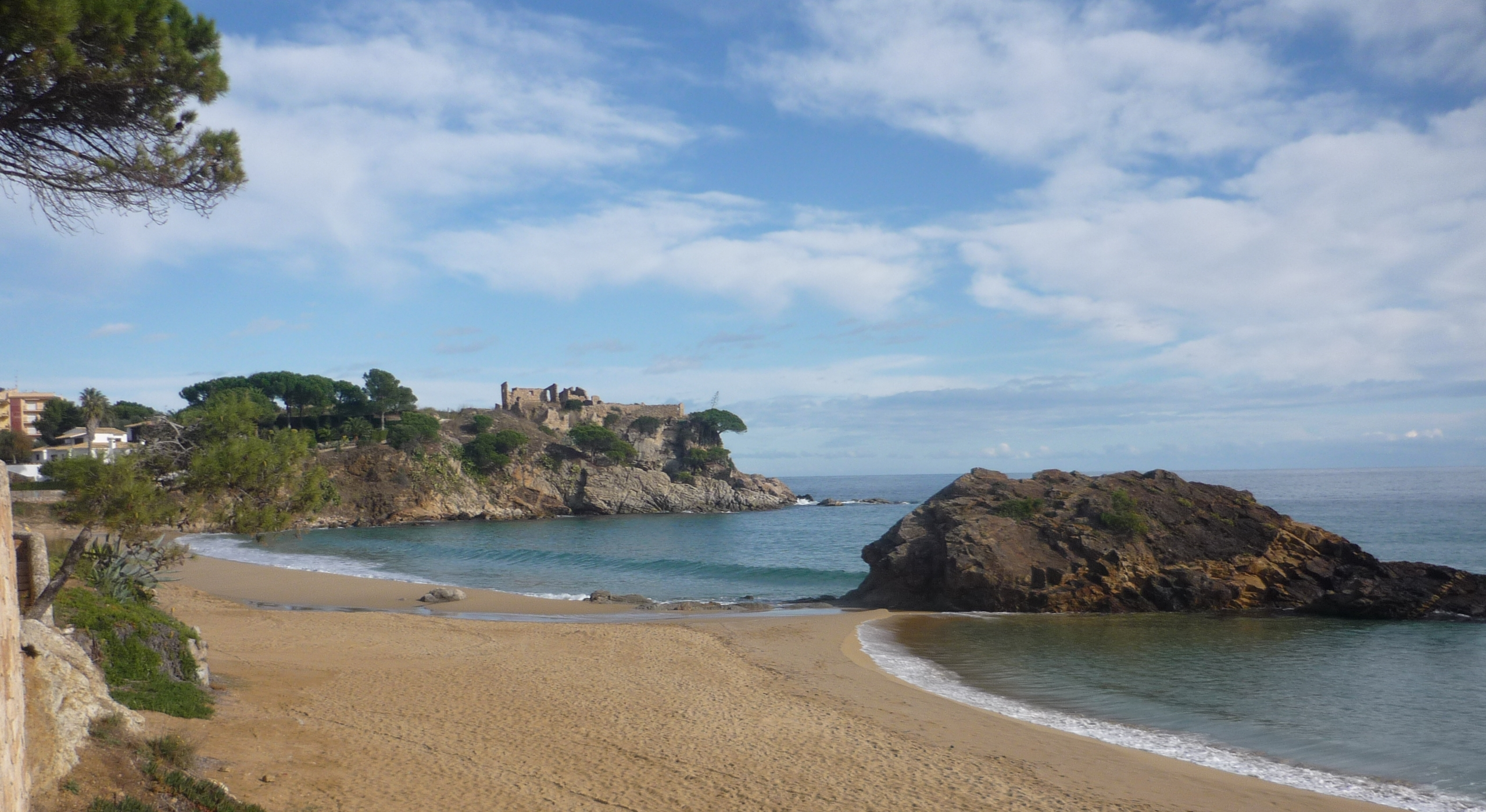
Zamek Sant Esteve de Mar
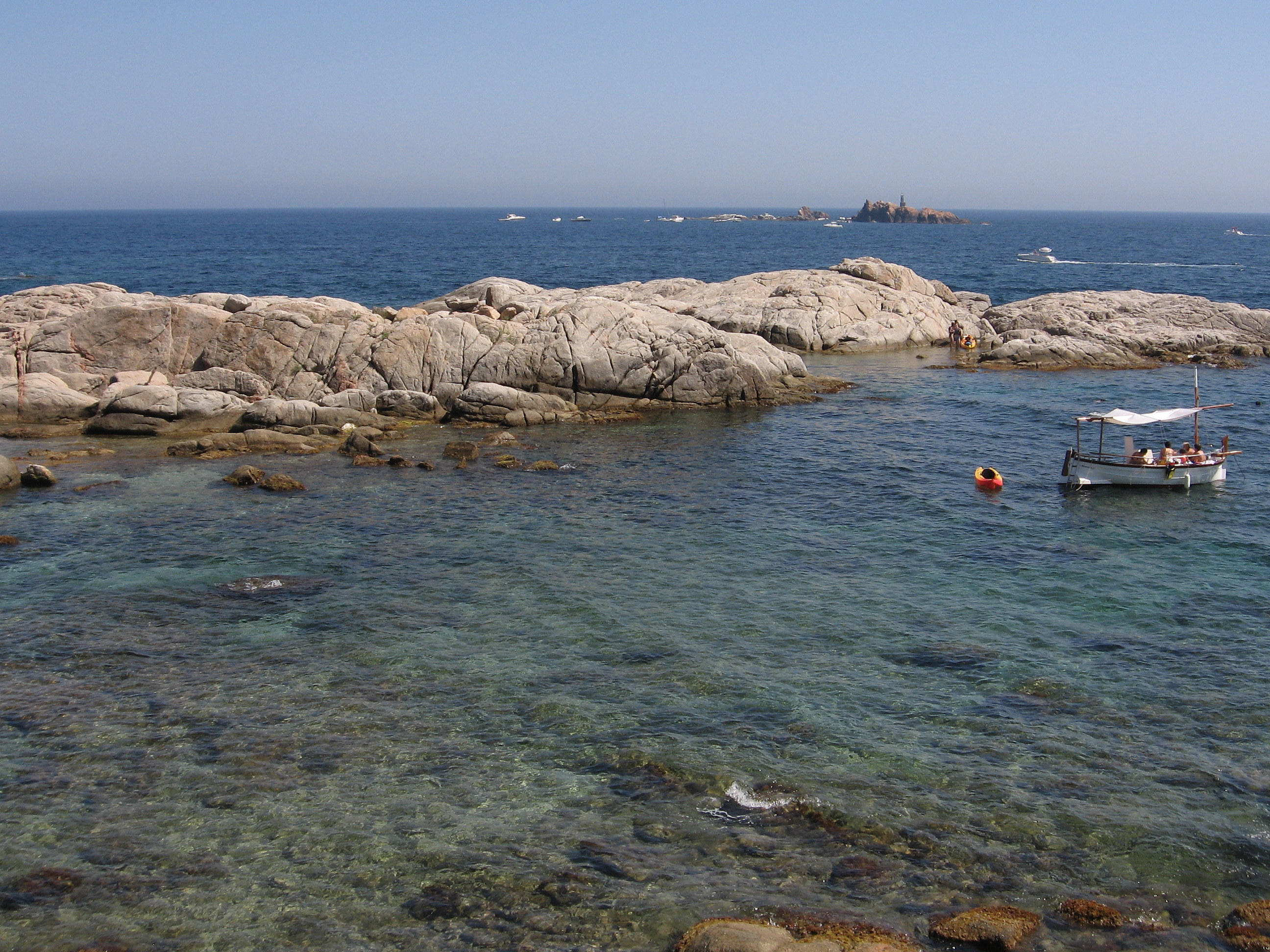
Cap de Planes i wyspy Formigues
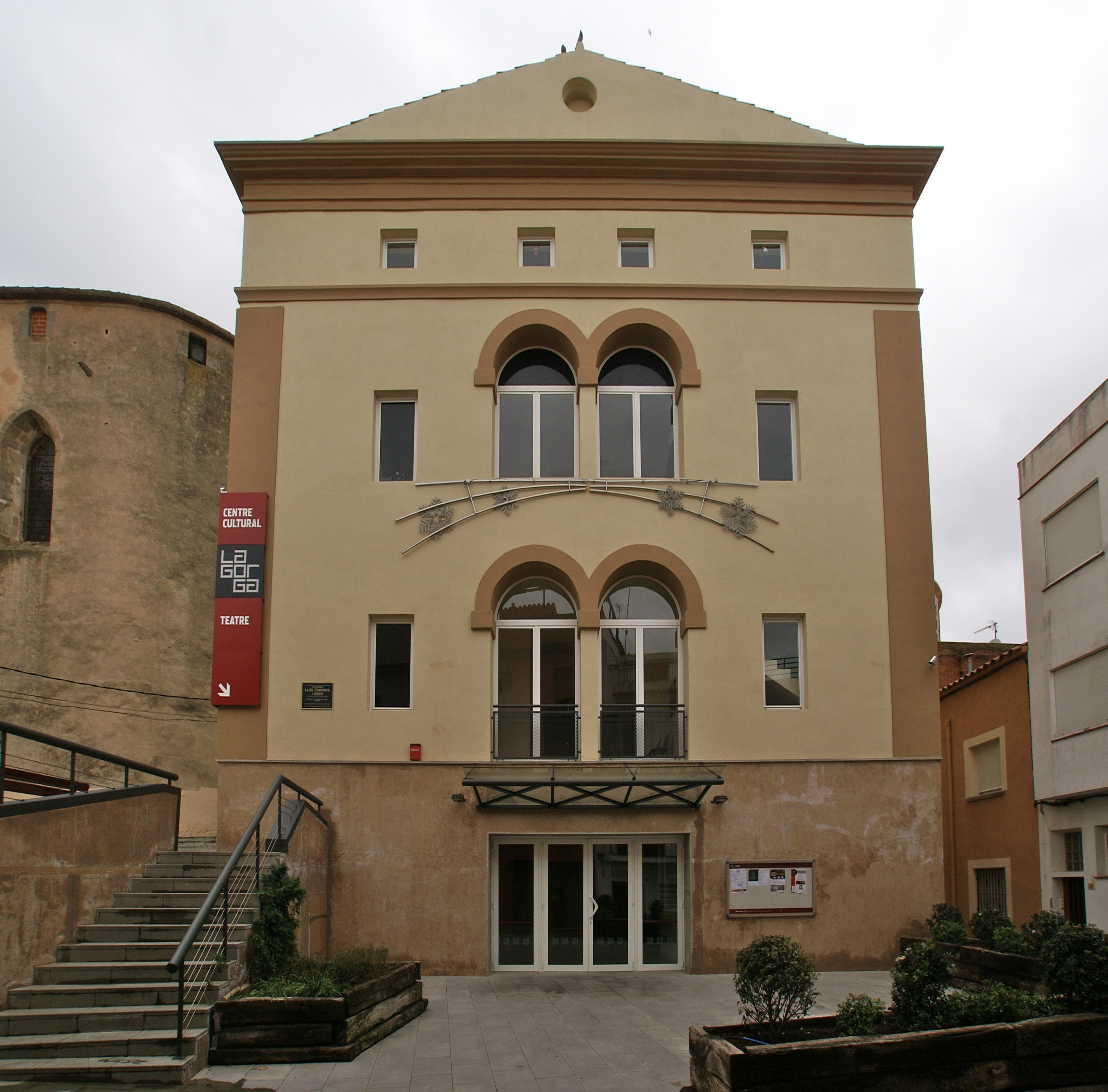
Teatr la Gorga

## Uroczystości w Palamós

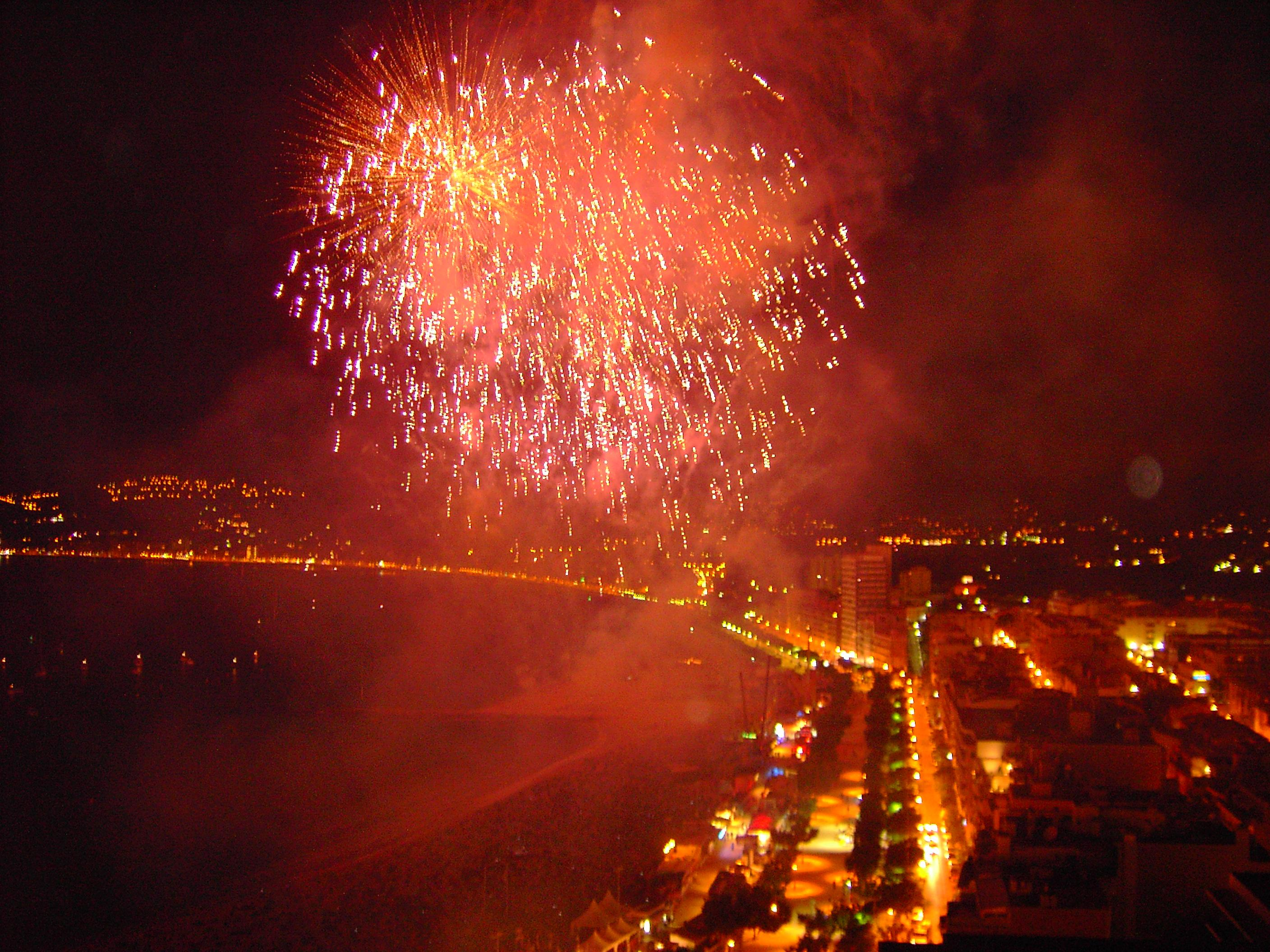
Pokaz sztucznych ogni noc świętojańską.

- Święto miasta – festiwal urządzany co roku 24 czerwca, w noc świętojańską. W tym czasie w mieście odbywa się wiele imprez i atrakcji.
- 16 lipca – procesja Matki Boskiej z Góry Karmel, czyli patronki zakonu Karmelitów. Jest ona również uznawana za opiekunkę rybaków.
- Karnawał w Palamós – najważniejsza z zimowych uroczystości w mieście, urządzana co roku w pierwszą sobotę po tłustym czwartku.

## Rybołówstwo
Od początku istnienia miasta rybołówstwo było głównym źródłem utrzymania mieszkańców. Na początku XX wieku utworzono stowarzyszenie rybaków nazwane La Previsió Pescadora. W latach 1920–1939 w całej Katalonii powstawały stowarzyszenia rybaków, które po wojnie domowej przyjęły nazwę Bractwa Rybaków (Confraria de Pescadors).
Morze Śródziemne obfituje tutaj w wiele gatunków ryb i skorupiaków, z których najbardziej popularne są krewetki czerwone (Aristeus antennatus). Specyficzne ukształtowanie dna morskiego w okolicy Palamós daje tym krewetkom świetne warunki do rozmnażania się i rozwoju, a rybakom do łowienia ich, bez konieczności wypływania daleko w morze. Gamba de Palamós stała się wysokiej jakości produktem regionalnym, znanym i pożądanym na rynkach nie tylko lokalnych, ale i za granicą. Oprócz krewetek, każdego dnia po połowach na targ trafia bardzo wiele gatunków ryb i skorupiaków najlepszej jakości i nieporównywalnej świeżości.

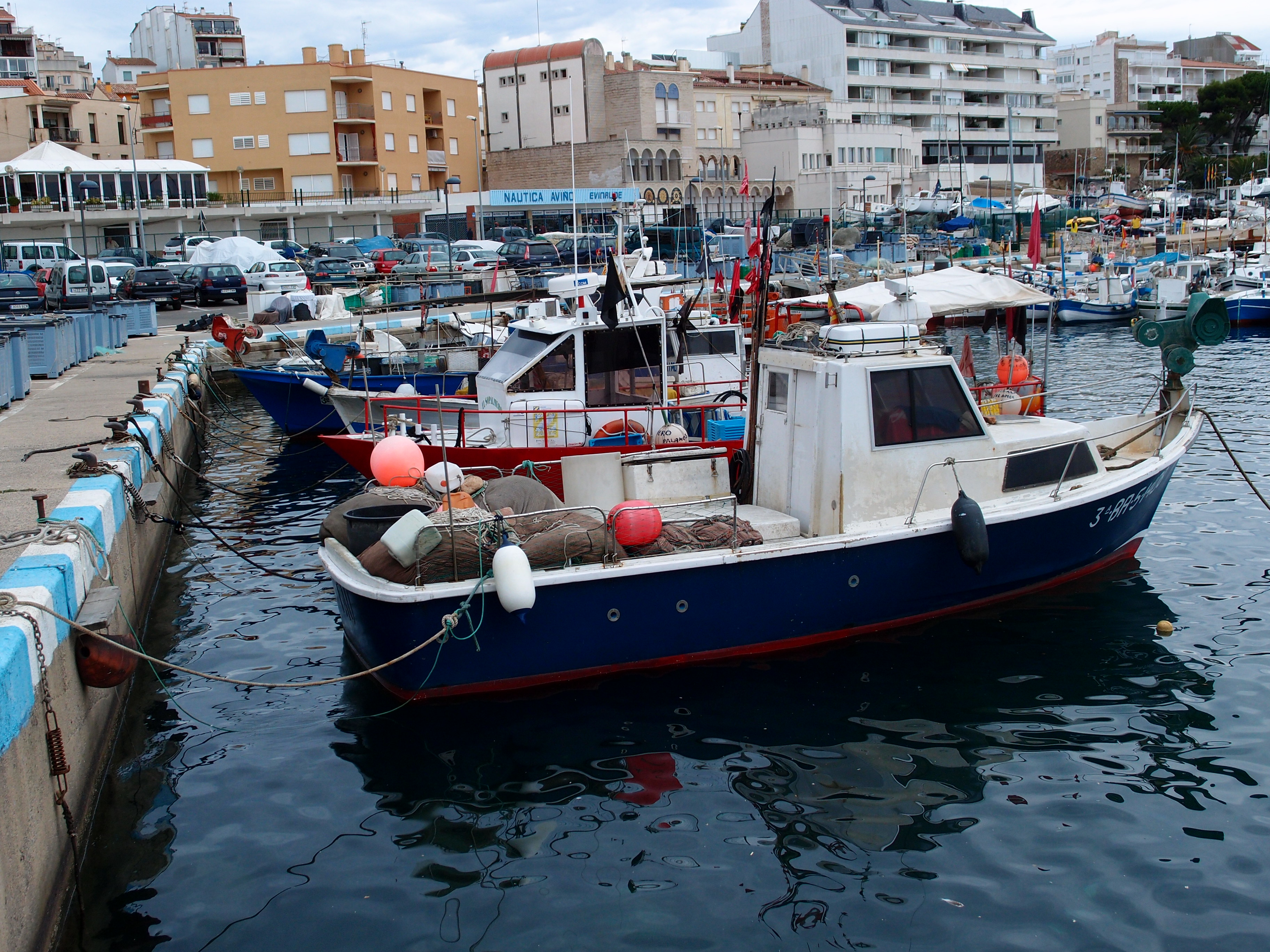
Kutry rybackie
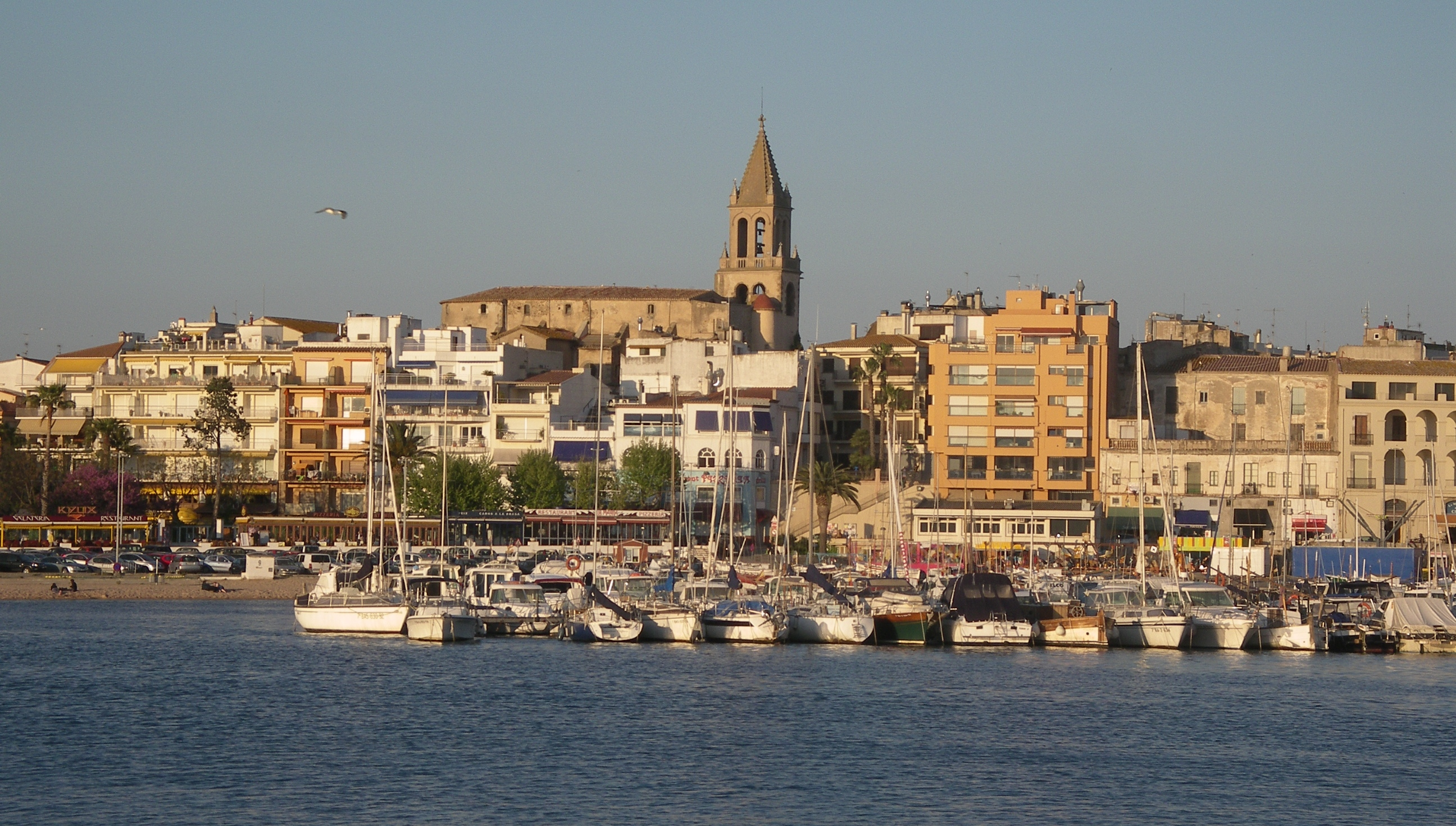
Port i kościół Santa Maria

## Edukacja
W mieście jest 9 szkół:

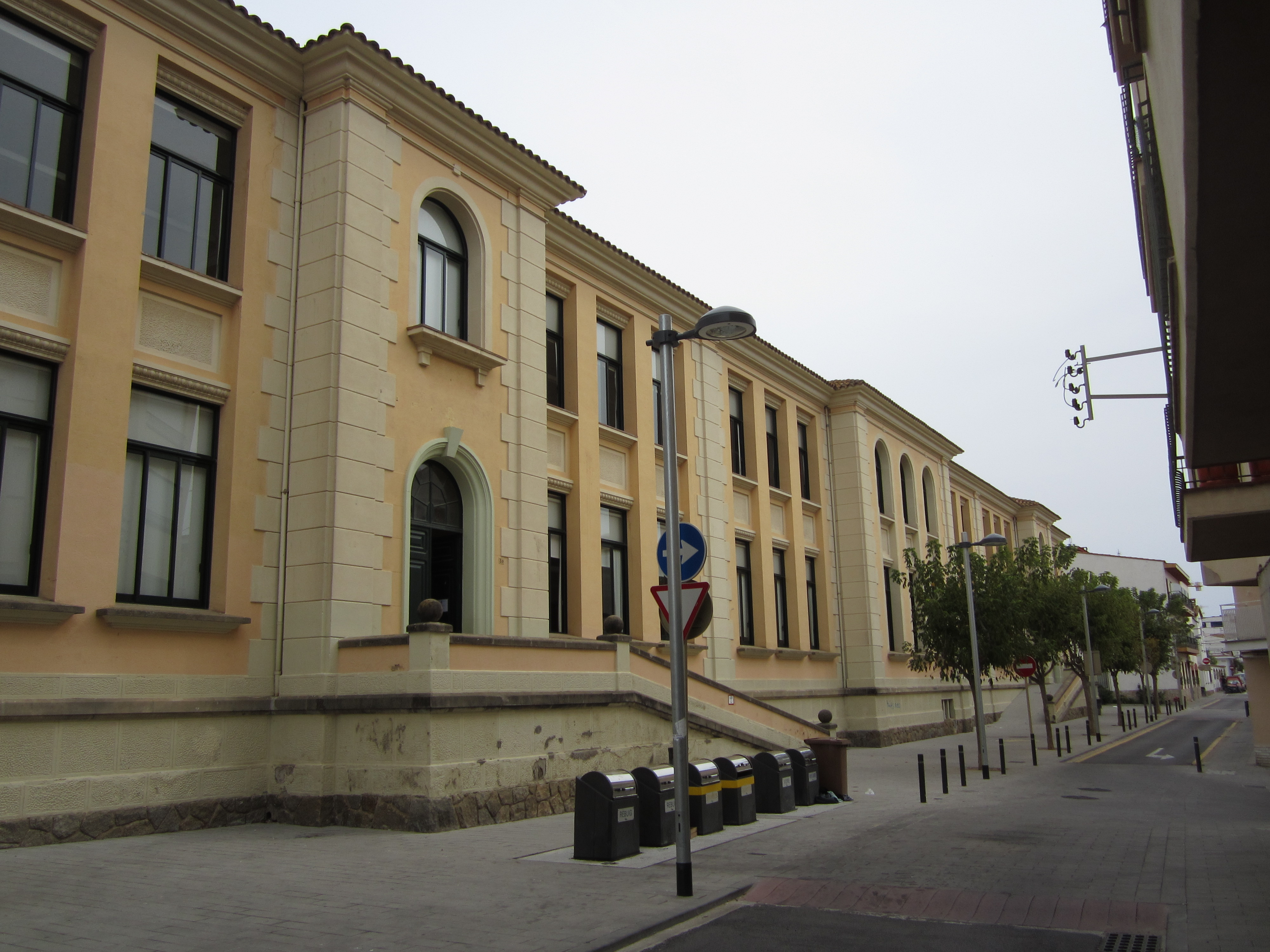
Escola Ruiz Giménez
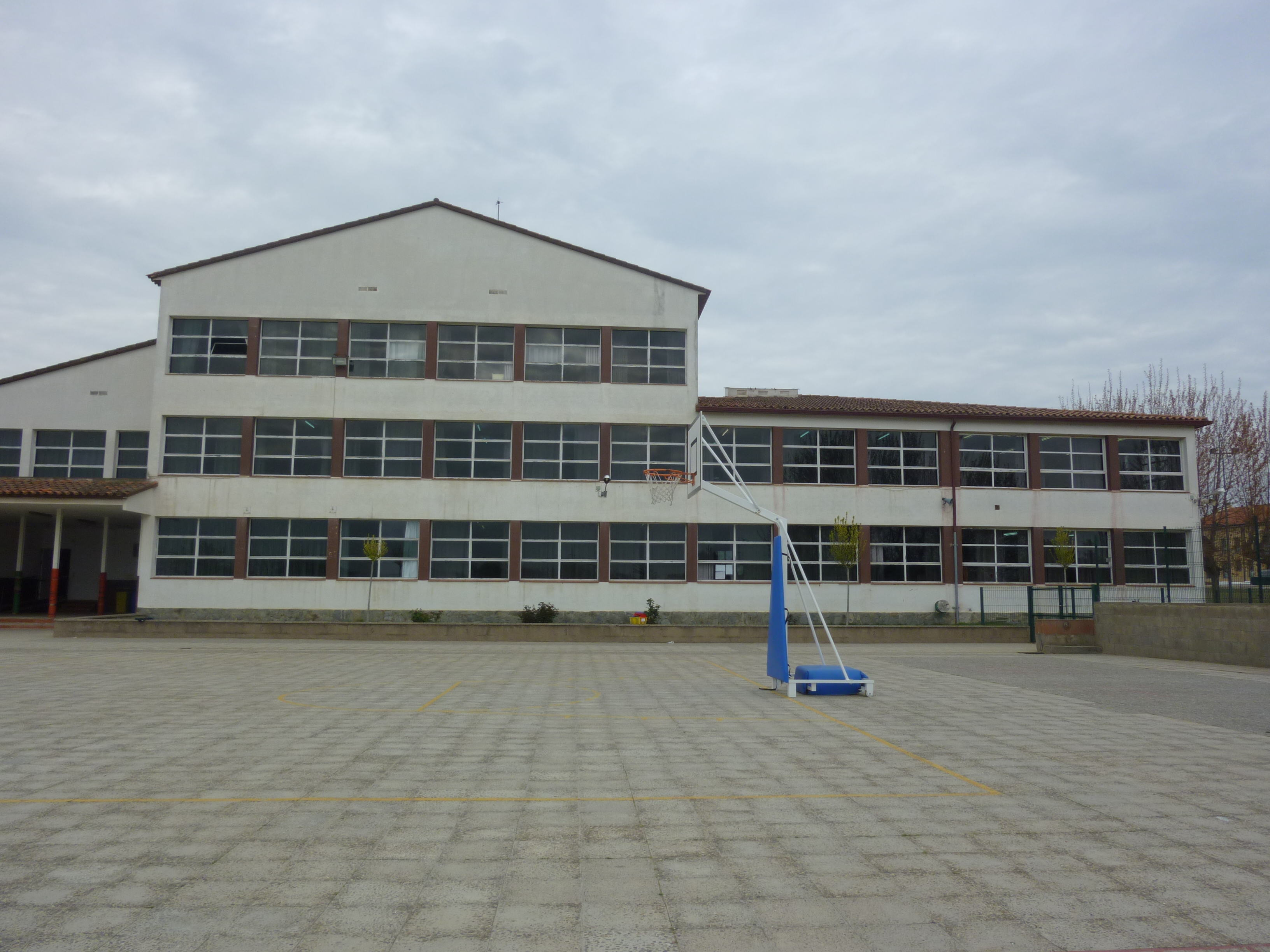
Escola Vila-romà

| Nazwa szkoły                               | Typ szkoły                                                  |
| ------------------------------------------ | ----------------------------------------------------------- |
| CEE Els Àngels                             | Edukacja specjalna                                          |
| CFA de Palamós                             | Szkoła dla dorosłych                                        |
| Escola Ruiz Giménez                        | Publiczne przedszkole i szkoła podstawowa                   |
| Escola Vila-romà                           | Publiczne przedszkole i szkoła podstawowa                   |
| Institut de Palamós                        | Gimnazjum, liceum i szkoła zawodowa stopnia średniego       |
| La Salle                                   | Prywatne przedszkole i szkoła podstawowa                    |
| Llar d’infants L’Estel de Mossèn Gumersind | Publiczny żłobek                                            |
| LLI privada Kumbayà                        | Prywatny żłobek                                             |
| Vedruna                                    | Prywatne przedszkole, szkoła podstawowa, gimnazjum i liceum |

## Kluby sportowe
- Najważniejszym klubem sportowym w Palamós jest Palamós Club de Futbol – klub piłki nożnej. Założony w 1898 roku jest najstarszym klubem futbolowym w Katalonii.
- Klub Żeglarski każdego roku w grudniu organizuje regaty Bożonarodzeniowe, na które przyjeżdżają zawodnicy z całego świata
- Klub Koszykówki został założony 22 kwietnia 1988 roku przez J.Lloret, E.Sala,J.Danès i M.Gubert[4].

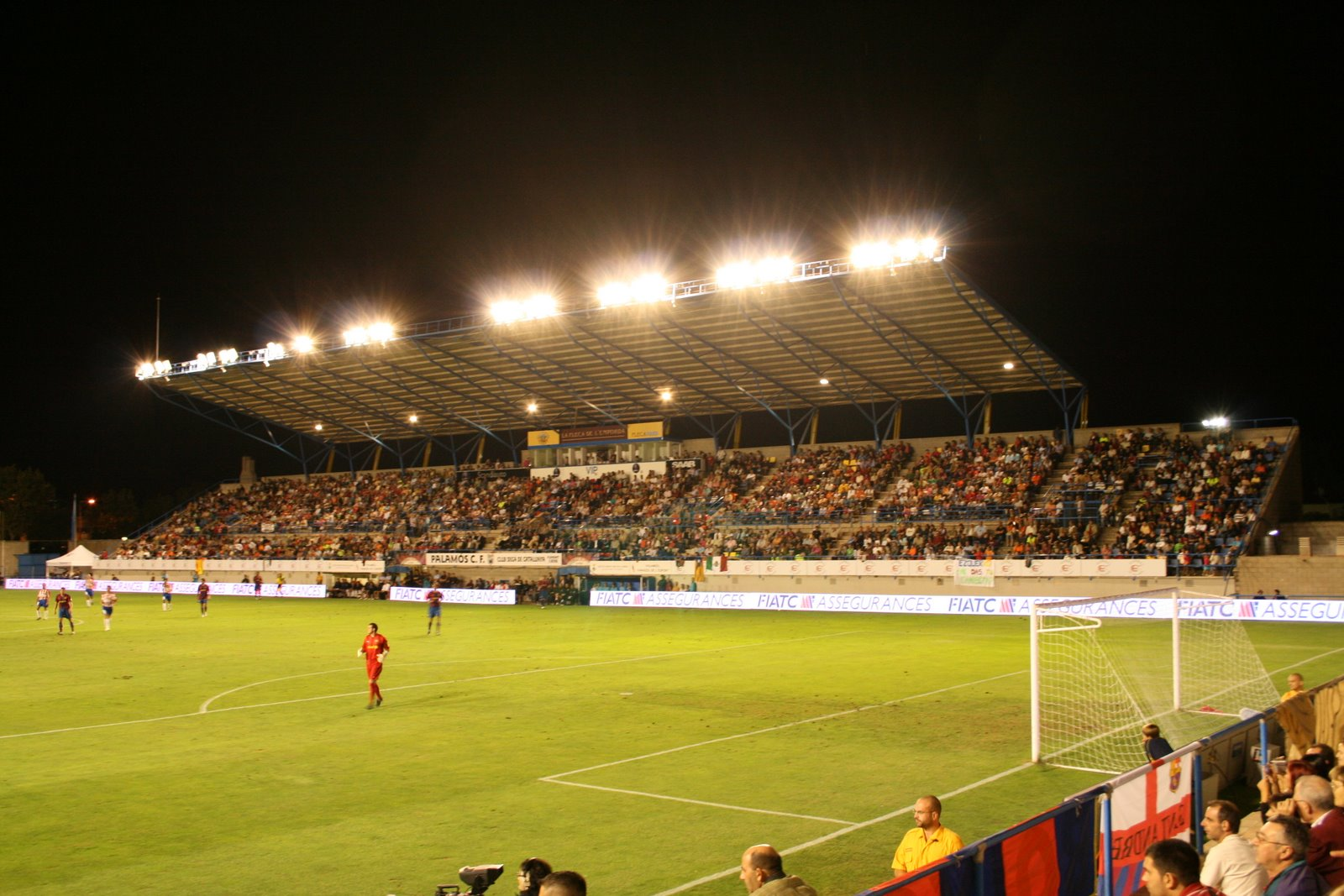
Estadi Municipal de Futbol

## Media
Jednym z najważniejszych źródeł informacji w mieście jest Radio Palamós. Zostało założone 28 stycznia 1982 roku przez grupę uczniów szkoły Vedruna jako Ràdio Estudiantil de Palamós, lokalna stacja radiowa. Z czasem przekształciło się w obecne Radio Palamós.

## Współpraca
Miejscowości partnerskie:
- Rheda-Wiedenbrück, Niemcy